# シャルトル聖パウロ修道女会
シャルトル聖パウロ修道女会（シャルトルせいパウロしゅうどうじょかい、仏: Soeurs de Saint Paul de Chartres、英: Sisters of St. Paul of Chartres、略称: S.P.C.）は、イタリアのローマに総本部を置くキリスト教・カトリック教会の女子修道会。現在、40か国で約4,200人の修道女が活動している。

## 沿革
- 1694年 - ルイ・ショーヴェ神父が南フランスのペルテュイから、パリ郊外シャルトルの寒村ルヴェヴィル（フランス語版）に赴任する[2][3]。絶対王政のひずみに苦しむ村の人々の状況を見たショーヴェ神父は、村の若い女性を、子どもたちに読み書き、編み物を、そしてイエス・キリストの教えを伝える宣教者となるように育てた。
- 1696年 - ショーヴェ師に賛同したマリ・ミショー、バルブ・フコーら数人の独身女性が、祈りや手芸などの労働にいそしみながら生活を送り、子供の教育・病人の看護に従事する共同体がスタート。
- 1708年 - ルヴェヴィルからシャルトルに拠点を移し、会の名称を「シャルトル聖パウロ修道女会」とした。
- 1727年 - フランス王国政府の要請に応えてフランス領ギアナへの宣教を開始以来、全世界へと展開。

## 日本における沿革
- 1878年（明治11年） - 5月28日、北緯使徒座代理区長ピエール・マリー・オズーフ司教の要請に応え、同会から派遣されたスール[注釈 1]・マリ・オウグスト、スール・マリ・オネジム、スール・カロリーヌの3人が函館市に到着、日本での宣教、教育事業および社会福祉事業を開始[4]。
- 1886年（明治19年） - 聖保禄女学校[注釈 2]（現在の函館白百合学園）を開校。

## 日本における活動
日本管区本部は東京都千代田区九段北二丁目4番1号（学校法人白百合学園の所在地）に置かれており、東日本を中心に12箇所の支部修道院を拠点に活動している。
宣教
各地での社会福祉と教育の場のほか、同会会員は小教区の教会での奉仕、聖書クラスや要理教育に携わっている。また同会日本管区からは現在イタリアのローマとアフリカのカメルーンに会員を派遣している。
福祉
同会の運営する北海道函館市の乳児院「さゆり園」で0歳から2・3歳までの乳幼児の、熊本県八代市の児童養護施設「八代ナザレ園」で2歳から18歳までの子どもたちの養育が行われている。
教育
同会の流れを汲む学校法人白百合学園が東京都・仙台市・盛岡市・函館市・八代市で大学・高校・中学・幼稚園などの経営を行っており、学校法人函嶺白百合学園と学校法人湘南白百合学園が神奈川県で幼（湘南のみ）・小・中・高などを運営している。